# Proyecto Darién

Bandera de la Compañía Escocesa de Comercio a África y las Indias (1698).

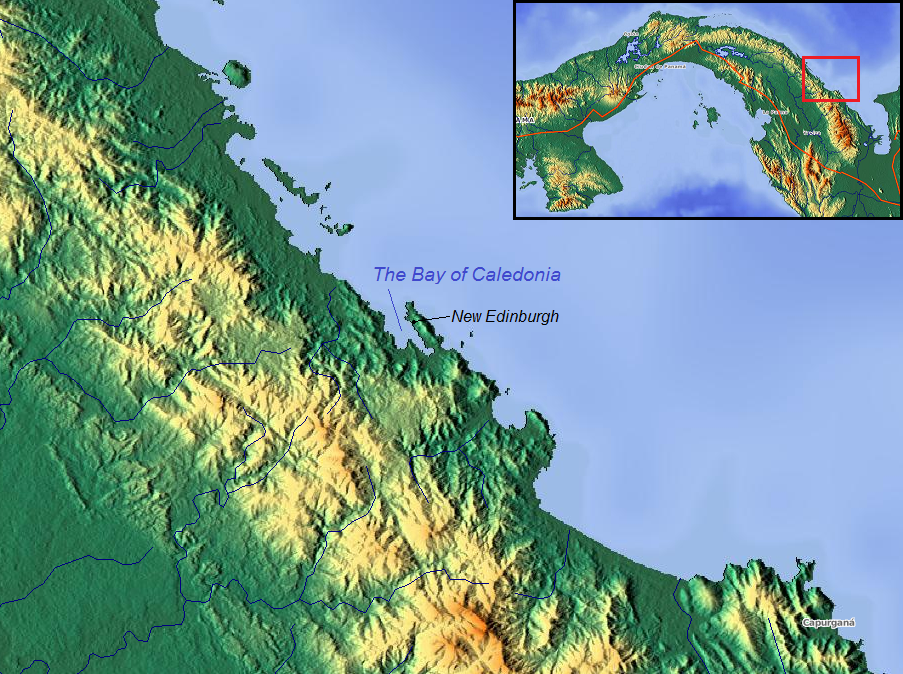
Localización de la bahía de Caledonia.

El Proyecto Darién fue una tentativa fracasada por parte del Reino de Escocia de establecer una colonia llamada “Nueva Caledonia” en el istmo de Panamá en la década de 1690, como parte de la colonización escocesa de América.

## Orígenes

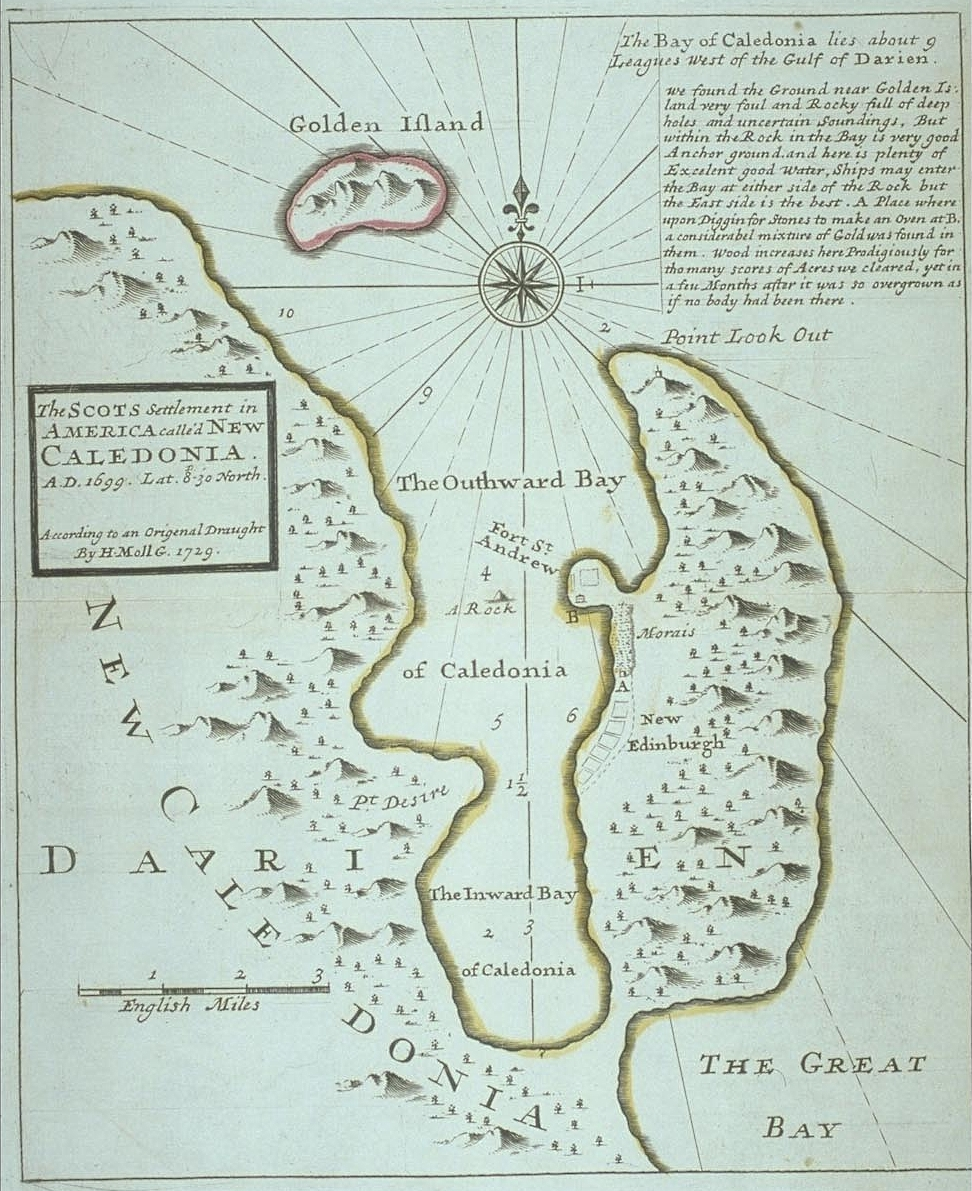
La bahía de Caledonia, al oeste del golfo de Darien.

Los fines del siglo XVII fueron un período difícil económicamente para Escocia. La economía del país era relativamente pequeña, su rango de exportaciones limitadas, y además Escocia estaba en una posición política débil en relación con las grandes potencias de Europa, incluyendo la vecina Inglaterra (con cual Escocia estaba en unión personal, pero no política), y sus territorios de ultramar.
En esta era de incertidumbre económica, de aumento de aranceles, y de rivalidades comerciales en Europa, Escocia era incapaz de protegerse contra los efectos de estas guerras comerciales. El reino tenía una marina de guerra minúscula, y sus comerciantes no negociaban ninguna mercancía de lujo, muy demandadas. Con la crisis del jacobitismo a fines del siglo XVII, los últimos años del siglo también vieron varios años de malas cosechas a gran escala, que trajeron hambruna e hicieron que este periodo se conociese como “los años enfermos”. Esto ayudó solamente a exacerbar más el deterioro de la posición económica de Escocia.
En respuesta a esta situación alarmante, el parlamento de Escocia tomó varias soluciones: en 1695 se estableció la Compañía de Escocia; el acta para el establecimiento de escuelas estableció un sistema de enseñanza pública en Escocia basado en las parroquias; se otorgó a la Compañía de Escocia que sus fondos pudieran ser aumentados por suscripción pública para negociar con “África y las Indias”.

## Fondos

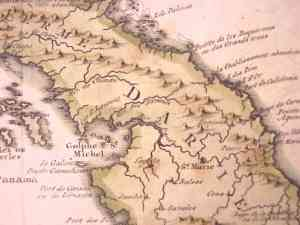
Mapa del Darién de 1698.

En el intento de expansión, los escoceses enviaron a los colonos a la colonia inglesa de Nueva Jersey y establecieron una colonia provisional en Stuart's Town en lo que es ahora Carolina del Sur. La compañía de Escocia pronto se vio envuelta en el Proyecto Darién, el plan dirigido por William Paterson para establecer una colonia en la región del Darién, Panamá con la esperanza de negociar con el Lejano Oriente, el mismo principio que más tarde, motivó la construcción del canal de Panamá. La Compañía de Escocia rápidamente incrementó las suscripciones en Londres para el proyecto. El gobierno inglés, sin embargo, se opuso a la idea, pues estaba en guerra con Francia y temía ofender a España, que ya poseía este territorio perteneciente al Virreinato del Perú, y pese a haber iniciado ya su declive, todavía era la potencia mundial hegemónica; como consecuencia los inversores ingleses fueron forzados a retirarse del proyecto. Retornando a Edimburgo, la compañía logró obtener 400 000 libras esterlinas en unas cuantas semanas (equivalente a 41 millones de libras de 2009), con inversiones de cada estrato de sociedad, por un total más o menos equivalente al 50 % de la riqueza de Escocia.

## Expediciones

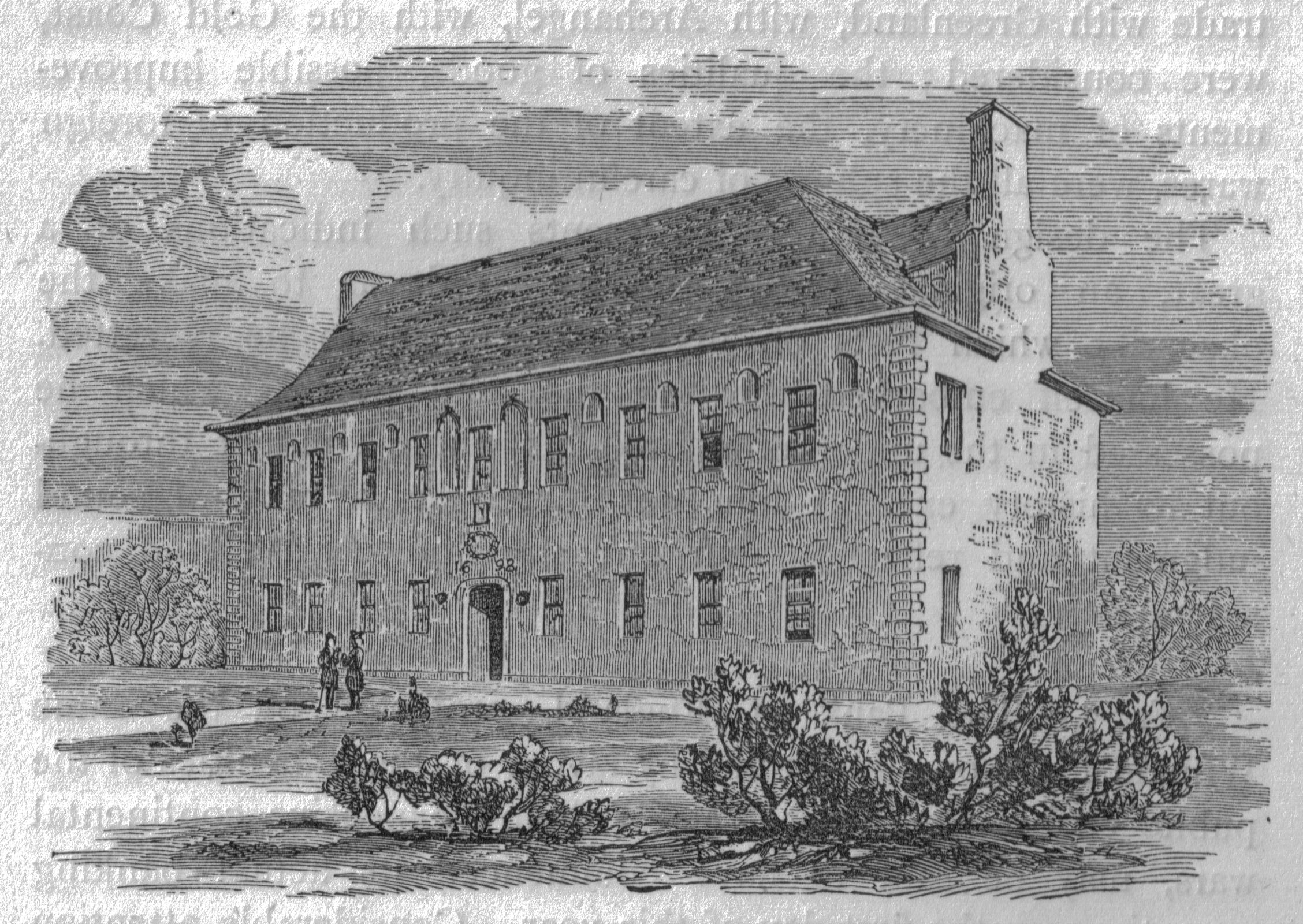
Casa matriz de la antigua compañía de Darién en Edimburgo; ahora demolida.

La primera expedición de cinco barcos (Saint Andrew, Caledonia, Unicorn, Dolphin y Endeavour) lista para partir desde Leith el 14 de julio de 1698 con unas 1200 personas a bordo. Tenían órdenes de ir directamente a la bahía del Darién, y llegar a la así llamada “Isla de Oro”, algunas leguas hasta el sotavento de la desembocadura del gran río de Darién, y allí instalarse en la tierra firme.
Después de hacer escala en Madeira y en las Indias Occidentales, la flota desembarcó en la costa de Darién el 2 de noviembre. Los colonos bautizaron su nuevo hogar "Nueva Caledonia".
La agricultura resultó difícil y las tribus indígenas locales, a pesar de amigables, no estaban dispuestas a comprar los peines y otras baratijas ofrecidas por los colonos. Con el comienzo del verano del año siguiente, las enfermedades tropicales a las que los colonos no estaban acostumbrados causaron un gran número de muertes en la colonia. La mortalidad aumentó finalmente a diez colonos por día, a pesar de la atención y asistencia de los indios locales. Mientras tanto, el rey Guillermo había dado instrucciones a las colonias inglesas en América del Norte de no proveer suministros a los colonos escoceses a fin de evitar la ira del Imperio español. Todo ello, combinado con el desconocido clima extremadamente húmedo y cálido, pronto causó una epidemia de fiebre y muchos colonos murieron. En julio de 1699, después de apenas ocho meses, la colonia fue abandonada. Sin embargo antes de que los supervivientes de esta primera expedición llegasen a tierras británicas había partido hacia El Darién una segunda expedición con unos 1300 nuevos colonos.

## Mortalidad
Solo 300[cita requerida] de los 1200 colonos sobrevivieron y sólo una nave arribó a Escocia. A un barco procedente de la colonia que llegó a la ciudad jamaicana de Port Royal le fue denegada la asistencia por órdenes del gobierno inglés.
La noticia de la primera desastrosa expedición no llegó a Escocia a tiempo para evitar un segundo viaje de más de 1000 personas que llegó al Darién el 30 de noviembre de 1699. No corrieron mejor suerte que los primeros colonos, pues tras superar con dificultad diversas disensiones internas llegaron a enfrentarse con los españoles, quienes asediaron Fort St. Andrew durante un mes. Finalmente, los escoceses se rindieron y abandonaron su colonia por última vez.
Del total de 2500 colonos que partieron en las dos expediciones, aproximadamente sólo un centenar sobrevivió.

## Unificación con Inglaterra
Las enormes pérdidas económicas fueron pagadas por Inglaterra, que a cambio del rescate exigió la condición de que Escocia se uniese políticamente —hasta entonces la unión, iniciada en 1603, había sido dinástica pero no política, manteniendo dos parlamentos y coronas independientes—. En 1707, entraría en vigor el Acta de Unión de 1707, que uniría a Escocia e Inglaterra en un nuevo país, oficialmente llamado Reino de Gran Bretaña, disolvería los parlamentos inglés y escocés creando el Parlamento de Gran Bretaña, con sede en Westminster, hoy barrio londinense, y unificaría ambas coronas en una sola. El Acta de Unión concedía a Escocia, mediante su artículo 15.º, una cantidad de 398 000 libras, en su mayor parte destinada a pagar las deudas de la malograda aventura del Darién.